# Inestabilidad del hombro
El hombro es una articulación requerida en numerosas actividades físicas, tanto de la vida cuotidiana como de la actividad deportiva. Igualmente, la articulación del hombro es la que tiene más movilidad de todo el cuerpo, gracias a su estructura ósea anatómica: una superficie plana (glena) articula con una bola (cabeza del húmero). Mecánicamente la podríamos comparar a una bola de golf (cabeza humeral) apoyada en un “tee” (glena).
La estabilidad de esta articulación viene dada por la denominada cápsula articular: Un envoltorio fibroso que rodea toda la articulación gleno-humeral, y que permite la movilidad de la cabeza respecto a la glena, al mismo tiempo que mantiene la articulación estable (no permite el desplazamiento de la cabeza fuera de la glena). 

Esta cápsula articular, en su parte anterior, está diferenciada respecto al resto: Se pueden apreciar 3 refuerzos, que son los ligamentos gleno-humerales (superior, medio e inferior). Su función es mantener la estabilidad anterior de la articulación gleno-humeral, evitando que la cabeza humeral se desplace hacia delante respecto a la glena). 

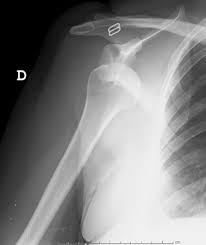
X-ray of a shoulder dislocation

## Patología de la articulación gleno-humeral
Podemos definir 3 conceptos útiles para entender la patología de la articulación gleno-humeral:

### Laxitud
Característica propia de los ligamentos del organismo que permite una mayor elasticidad de estos, por la presencia de una mayor proporción de la proteína denominada “elastina” en su composición. Este hecho hace que el recorrido de las articulaciones que están estabilizadas por ligamentos (hombro, codo, tobillo, ...) sea mayor. No es un estado patológico , es una variante de la normalidad.
En el hombro, la presencia de laxitud se traduce en un mayor recorrido de la articulación gleno-humeral, fácilmente identificable realizando la rotación externa del brazo (si esta supera los 60° podemos determinar que la persona tiene criterios de laxitud).

### Inestabilidad
Situación que nos encontramos cuando un hombro laxo es doloroso (sin lesión anatómica gleno-humeral), o bien con lesión anatómica, pero sin luxación. 
En los hombros laxos e inestables no suele haber ningún antecedente de traumatismo, pero si una situación previa de sobreuso o malfuncionamiento articular.

### Luxación
Hay una incongruencia articular gleno-humeral, es decir, la cabeza del húmero se desplaza por fuera de la glena. Para que ello ocurra la intensidad del traumatismo debe romper la cápsula articular, hecho que permite que la cabeza del húmero “se salga” de la articulación.
La luxación gleno-humeral puede ser anterior o posterior, dependiendo del sentido del traumatismo y hacia donde se desplace la cabeza humeral.
Siempre hay antecedente traumático, y siempre hay lesión anatómica: la desinserción (o “arrancamiento”) de los ligamentos gleno humerales (principalmente el inferior) de la glena. Cuando la luxación es anterior esta lesión se denomina lesión de Bankart.

## Tratamiento de la inestabilidad de hombro

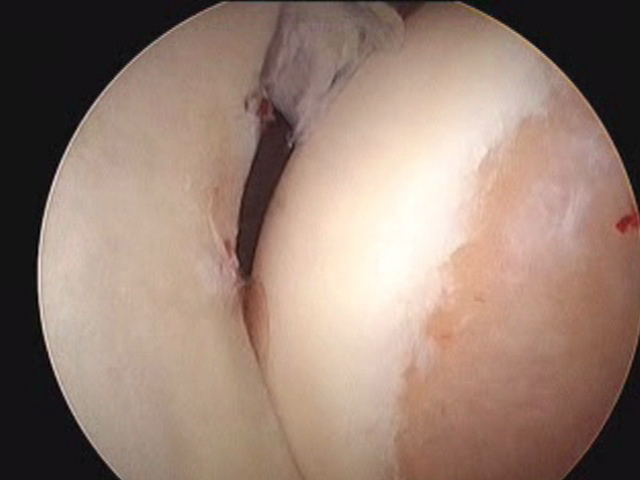
Vista artroscópica de una luxación de hombro

El tratamiento de la luxación gleno-humeral es conservador inicialmente cuando se produce un primer episodio de luxación. Cuando el paciente sufre un nuevo episodio de luxación se considera la opción quirúrgica. En pacientes con elevada exigencia mecánica del hombro por su trabajo o deporte, se consideraría una cirugía como tratamiento de un primer episodio de dislocación.

### Conservador
Inmovilización de la extremidad afecta mediante cabestrillo 4 semanas seguido de  posterior pauta de recuperación funcional (RHF) para recuperar la movilidad articular.

### Quirúrgico
Reparación de la lesión de Bankart. Consiste en la reinserción del arrancamiento de los ligamentos gleno-humerales a la glena, ya sea mediante artroscopia o cirugía abierta.